# Annapolis Royal
Annapolis Royal (619 abitanti al censimento del 2024) è una piccola cittadina canadese situata sulla costa occidentale della provincia della Nuova Scozia, nella parte occidentale della Contea di Annapolis. Nota come Port-Royal fino al 1710, è uno dei più antichi insediamenti europei in Nord America.
Fondata da Samuel de Champlain nel 1605, fu la capitale della colonia francese dell'Acadia.